# هسبيريدين
(Hesperidin) الهسبيريدين (مادة غلايكوسيدية متبلورة تكون في معظم الأثمار الحمضية منها الليمون الحامض والمندرين واليوسف) وهي أيضاً من عائلة( flavonoid) وتستعمل مع شقيقتها (diosmin) لعلاج قصور الوريد والبواسير وضد الالتهاب، وقد سُمِّي قديماً بفيتامين P والحقيقة أنه ليس فيتاميناً. والتجارب أظهرت أن نقصه في الجسم هو سبب حدوث ألم ووجع وتشنّج الأرجل في الليل. والتجارب أظهرت فاعليته في تقوية النظر للعيون. والمختبرات صنعت من الهسبيريدين دواء لتقوية النظر يدعى (Eyesight Rx) يباع بدون وصفة طبية. والهسبيريدين هو أيضاً ضد التأكسد وضد الالتهاب وله دور ضد سم الزرنيخ. وهناك تجارب حديثة على الحيوانات بعد انتزاع المبيض (أي بعد اختفاء الطمث) أظهر أن للهسبيريدين دوراً مفيداً لحفظ العظم والوقوف أمام ترققه.